# Terapia chelante
La terapia chelante è una terapia farmacologica che sfrutta la chelazione per curare alcune forme di intossicazione dovuta a metalli pesanti. Una volta chelato, il metallo perde la sua tossicità all'interno dell'organismo e può essere eliminato più facilmente.

## Comuni chelanti in medicina
Gli agenti chelanti sono una serie di composti chimici in grado di legare un metallo chelandolo.
I composti chelanti più comunemente usati in medicina sono:
- Acido etilendiamminotetracetico (EDTA)
- Dimercaptopropanolo (dimercaprolo)
- Penicillamina
- Deferoxamina mesilato (deferoxamina)
- Acido dimercaptosuccinico (DMSA)
- Trientina
- Deferiprone

Nei soggetti con autoimmunità neurologica (dovuta a permeabilità fuori norma della barriera emato-encefalica e a mancato ripristino dell'integrità della barriera immunitaria e delle risorse di glutatione) e perdita di tolleranza chimica, la chelazione può portare a gravi danni permanenti per tessuti dei nervi e del cervello. La chelazione estrae i metalli pesanti dai tessuti nel sangue: se, tuttavia, questi riescono a giungere al cervello, causano tossicità, infiammazione, neurodegenerazione e talvolta effetti collaterali gravi, peggiorata dall'attivazione immunitaria a causa dell'intolleranza chimica.
Variazioni della glicemia e stress in genere indeboliscono la barriera emato-encefalica a protezione del cervello e dei tessuti nervosi. Il glutatione è il più potente antiossidante prodotto dal corpo umano, è anche un chelante sicuro: sebbene non abbia le stesse proprietà chelanti e leganti di agenti come DMSA, DPS e EDTA, ha il vantaggio di chelare senza redistribuire i metalli in altri tessuti, fatto che può essere drasticamente ridotto con la contemporanea assunzione di un secondo chelante intestinale.

## Rischio di morte
L'agente chelante scelto può non essere specifico e in grado di legare un singolo metallo pesante "tossico", ma può essere in grado di chelare, in condizioni simili, metalli diversi, non distinguendo tra metalli "utili" e metalli "dannosi": in tal caso, può arrivare a sottrarre al corpo anche le quantità minime di un metallo necessarie per il buon funzionamento dell'organismo. Ad esempio, rame, zinco, selenio sono costituenti che svolgono varie funzioni importanti nel sistema nervoso, cardiovascolare, endocrino, e una loro carenza può portare conseguenze gravi o mortali.
Sono noti in letteratura medica casi di morte sopraggiunta per carenza (“deplezione”) di sostanze eliminate assieme ai metalli.
Anche l'ipocalcemia e il danno renale possono risultare fatali.

## Re-intossificazione
Quando il metallo pesante o le altre tossine rimosse dall'agente chelante sono quantitativamente superiori a quanto il corpo è in grado di espellere, le tossine non fuoriuscite possono inondare il tessuto connettivo (ove risiedono i nervi) con un alto effetto di dannosità dei metalli, che, in precedenza, erano situati in posti nascosti e meno pericolosi.
Questo processo di re-intossicazione può essere facilmente evitato con l'assunzione contemporanea di un agente chelante che possa assorbire le tossine nel tratto intestinale.
Se, però, non si assume il secondo agente - come la zeolite o la chlorella - la maggior parte delle neurotossine finiscono per essere riassorbite lungo la strada verso l'intestino tenue dalle terminazioni nervose del sistema nervoso enterico.